# Tomistominae
Sous-famille
Les Tomistominae (tomistominés en français) sont une sous-famille de crocodiliens de la famille des Gavialidae et dont une seule espèce existe encore aujourd'hui, le faux-gavial de Malaisie (Tomistoma schlegelii).

## Liste des genres
- † Dollosuchoides Brochu, 2007
- † Dollosuchus Owen, 1850
- † Eotomistoma Young, 1964
- † Ferganosuchus Efimov, 1982
- † Gavialosuchus Toula & Kail, 1885
- † Kentisuchus Mook, 1955
- † Maroccosuchus Jonet & Wouters, 1977
- † Megadontosuchus Mook, 1955
- † Paratomistoma Brochu & Gingerich, 2000
- † Penghusuchus Shan, Wu, Cheng & Sato, 2009
- † Rhamphosuchus Falconer & Cautlay, 1840
- † Thecachampsa Cope, 1867
- Tomistoma Müller, 1846
- † Toyotamaphimeia Aoki 1983